# Chemie der Erde – Geochemistry
Die Chemie der Erde – Geochemistry (ursprünglicher Titel Chemie der Erde, Untertitel  interdisciplinary journal for chemical problems of the geo-sciences and geo-ecology) ist eine mineralogische Fachzeitschrift. Der Kurztitel nach DIN 1505-2 lautet Chem. Erde.

## Geschichte
Die Gründung des Titels erfolgte durch den deutschen Mineralogen und Kristallographen sowie mehrmaligen Rektor der Universität Jena Gottlob Linck und durch Gustav Fischer, Inhaber des in Jena ansässigen Gustav Fischer Verlags, wobei letzterer vor Erscheinen der ersten Ausgabe 1914 starb. Bedingt durch den Ersten Weltkrieg dauerte es fünf Jahre, bis 1919 das vierte Heft von Band 1 herausgegeben wurde. Danach brauchte es weitere sechs Jahre, bis 1925 Heft 1 des zweiten Bandes erschien. Der 15. Band (1943) war sowohl der letzte unter der Verantwortung von Gottlob Linck als auch der vor einer mehrjährigen Pause. Die Wiederbegründung erfolgte 1952 mit Heft 1 des 16. Bandes durch den jenaischen Professor und Lehrstuhlinhaber für Mineralogie, Kristallographie und Petrographie Fritz Heide als Herausgeber. Nach seinem Tod 1973 übernahm dessen Sohn Klaus Heide (ab 1994 gleichfalls Mineralogie-Professor in Jena) bis 2013 die Funktion des Chefredakteurs der Zeitschrift, unterstützt von einem Wissenschaftlichen Beirat, dem zu DDR-Zeiten Fachleute aus beiden Teilen Deutschlands angehörten. Aufgrund der Verbindung zu westdeutschen Hochschulen war es möglich, für „Chemie der Erde“ ab 1981 ein Peer-Review-System einzuführen, welches für Zeitschriften der DDR bis dahin neu war. Alexander Deutsch (Universität Münster) übernahm ab Oktober 2013 die Rolle des Chefredakteurs. Seit 2018 ist Astrid Holzheid (Universität Kiel) Chefredakteurin von Chemie der Erde.